# Ephierodula excellens
Ephierodula excellens là một loài bọ ngựa có thể là loài đặc hữu của Việt Nam.